# العلاقات اليابانية الأيرلندية
تشير العلاقات الأيرلندية اليابانية إلى العلاقات الدبلوماسية التي تجمع بين جمهورية أيرلندا ودولة اليابان. يُعد كلا البلدين عضوين في منظمة التعاون الاقتصادي والتنمية.

## التاريخ
يعود أقدم سجل لشخص أيرلندي زار اليابان إلى يوليو عام 1704، وذلك عندما قُبِض على البحار الأيرلندي روبرت يانسن قبالة سواحل كيوشو. هرب يانسن وخمسة من رفاقه من شركة الهند الشرقية الهولندية في الفلبين، وأبحروا في قارب صغير على أمل الوصول إلى كانتون (غوانزو حاليًا). اشتُبِه بيانسن والآخرين في البداية في كونهم مبشرين برتغاليين، واحتُجِزوا هناك حتى نوفمبر عام 1704 قبل إطلاق سراحهم أخيرًا، والسماح لهم بالانضمام إلى سفينة هولندية متجهة إلى مدينة باتافيا (جاكرتا حاليًا) في جزر الهند الشرقية الهولندية.
حدث أول اتصال بين أيرلندا واليابان في ديسمبر عام 1872 عندما سافر أعضاء من بعثة إيواكورا (أثناء زيارتهم لإنجلترا) إلى دبلن؛ والذي كان حدثًا ذو أهمية رمزية في تطور العلاقات بين البلدين. هاجر الرجال والنساء الأيرلنديون إلى اليابان بعد استعادة ميجي في عام 1868، وتركوا أثرهم في مجموعة متنوعة من المجالات. هاجر الكاتب الأيرلندي لافكاديو هيرن (المعروف أيضًا باسم كويزومي ياكومو) إلى اليابان وكتب عدة كتب عنها. عاش المئات من الراهبات والكهنة الأيرلنديين خلال فترة مييجي، وعملوا ودرّسوا في اليابان منذ وصولهم لأول مرة خلال تلك الفترة. اختار العديد من الراهبات والكهنة الأيرلنديين البقاء في اليابان خلال الحرب العالمية الثانية.
أقامت أيرلندا واليابان العلاقات الدبلوماسية بشكل رسمي في مارس عام 1957. كانت اليابان أول دولة في شرق آسيا أقامت معها أيرلندا علاقات دبلوماسية. عين البلدان سفراء في عاصمتيهما في نفس العام. رفعت اليابان مكانة مكتبها الدبلوماسي في دبلن وجعلت منه سفارة في عام 1964. افتتحت أيرلندا سفارة مقيمة في طوكيو في عام 1973. أصبح الرئيس الأيرلندي باتريك هيلري أول رئيس دولة أيرلندي يزور اليابان في سبتمبر عام 1983. زار ولي العهد الياباني أكيهيتو وزوجته الأميرة ميتشيكو أيرلندا في عام 1985. عاد الزوجان الملكيان لاحقًا إلى أيرلندا كإمبراطور وإمبراطورة لليابان في عام 2005. أصبح شينزو آبي أول رئيس وزراء ياباني يزور أيرلندا في يونيو عام 2013.
يعمل البلدان بشكل مشترك ووثيق في الأمم المتحدة، ولديهما التزام مشترك بالديمقراطية، وحقوق الإنسان، والحرية، والعدالة، والسلام، وسيادة القانون والقضاء على الفقر. احتفلت الدولتان بمرور ستين عام على العلاقات الدبلوماسية في عام 2017.

## العلاقات الثنائية
وقع البلدان العديد من الاتفاقيات الثنائية، مثل اتفاقية تجنب الازدواج الضريبي، ومنع التهرب المالي فيما يتعلق بالضرائب على الدخل (1974)، واتفاقية تأشيرة عطلة العمل (2017)، واتفاقية لتعزيز العلاقات الثنائية السياسية والاقتصادية والثقافية، ولتعزيز التفاهم المتبادل من خلال تعزيز الاتصال والتبادل بين الشعبين (2007)، واتفاقية بشأن الضمان الاجتماعي (2011)، واتفاقية بشأن الإعفاء من التأشيرة لمدة ستة أشهر لمواطني البلدين (2016).

## التجارة
بلغ إجمالي التجارة بين أيرلندا واليابان 6.9 مليار دولار أمريكي في عام 2016. تتجسد الصادرات الأيرلندية الرئيسية إلى اليابان بالأجهزة البصرية والأدوية، وتتجسد صادرات اليابان الرئيسية إلى أيرلندا بالأدوية والسيارات. يتمثل استثمار اليابان في أيرلندا في مجالات مثل تكنولوجيا المعلومات والاتصالات والأدوية وعلوم الحياة والخدمات المالية. يوجد حاليًا ثمانين شركة يابانية تستثمر وتعمل في أيرلندا، ويوجد حاليًا 32 شركة أيرلندية تعمل في اليابان. وقّع الاتحاد الأوروبي (بما في ذلك أيرلندا) اتفاقية تجارة حرة مع اليابان في يوليو عام 2018.

## مقارنة بين البلدين
هذه مقارنة عامة ومرجعية للدولتين:
| وجه المقارنة                                              | اليابان         | جمهورية أيرلندا                                       |
| --------------------------------------------------------- | --------------- | ----------------------------------------------------- |
| المساحة (كم2)                                             | 377.97 ألف      | 70.27 ألف                                             |
| عدد السكان (نسمة)                                         | 126.79 مليون    | 4.76 مليون                                            |
| الكثافة السكانية (ن./كم²)                                 | 335.45          | 67.74                                                 |
| العاصمة                                                   | طوكيو           | دبلن                                                  |
| اللغة الرسمية                                             | اللغة اليابانية | اللغة الأيرلندية، لغة إنجليزية، الإنجليزية الأيرلندية |
| العملة                                                    | ين ياباني       | جنيه أيرلندي، يورو، عملات اليورو الأيرلندية           |
| الناتج المحلي الإجمالي (بليون دولار)                      | 4.87 تريليون    | 333.73 مليار                                          |
| الناتج المحلي الإجمالي (تعادل القوة الشرائية) بليون دولار | 5.18 تريليون    | 318.16 مليار                                          |
| الناتج المحلي الإجمالي الاسمي للفرد دولار أمريكي          | 34.52 ألف       | 61.13 ألف                                             |
| الناتج المحلي الإجمالي للفرد دولار أمريكي                 | 36.62 ألف       |                                                       |
| مؤشر التنمية البشرية                                      | 0.903           | 0.916                                                 |
| رمز المكالمات الدولي                                      | +81             | +353                                                  |
| رمز الإنترنت                                              | .jp             | .ie                                                   |
| المنطقة الزمنية                                           | توقيت اليابان   | 00، ت ع م+01:00، أوروبا/دبلن ‏                         |

## مدن متوأمة
في ما يلي قائمة باتفاقيات التوأمة بين مدن يابانية وأيرلندية:
- ترتبط إزومو مع Dún Laoghaire [الإنجليزية]‏ باتفاقية توأمة.

## منظمات دولية مشتركة
يشترك البلدان في عضوية مجموعة من المنظمات الدولية، منها:
| علم المنظمة | اسم المنظمة                               | تاريخ انضمام اليابان | تاريخ انضمام جمهورية أيرلندا |
| ----------- | ----------------------------------------- | -------------------- | ---------------------------- |
|             | منظمة التعاون الاقتصادي والتنمية          | ?                    | ?                            |
|             | منظمة التجارة العالمية                    | ?                    | ?                            |
|             | الاتحاد البريدي العالمي                   | ?                    | ?                            |
|             | الوكالة الدولية للطاقة                    | ?                    | ?                            |
|             | مجموعة الموردين النوويين                  | ?                    | ?                            |
|             | يونسكو                                    | 2 يوليو 1951         | 3 أكتوبر 1961                |
|             | الفريق المعني برصد الأرض                  | ?                    | ?                            |
|             | مؤسسة التمويل الدولية                     | 20 يوليو 1956        | 11 سبتمبر 1958               |
|             | المركز الدولي لتسوية المنازعات الاستشارية | 16 سبتمبر 1967       | 7 مايو 1981                  |
|             | بنك التنمية الآسيوي                       | 1966                 | 2006                         |
|             | منظمة حظر الأسلحة الكيميائية              | ?                    | ?                            |
|             | مؤسسة التنمية الدولية                     | 27 ديسمبر 1960       | 22 ديسمبر 1960               |
|             | مجموعة أستراليا                           | 1985                 | 1985                         |
|             | نظام تحكم تكنولوجيا القذائف               | 1987                 | 1992                         |
|             | وكالة ضمان الاستثمار متعدد الأطراف        | 12 أبريل 1988        | 27 أكتوبر 1989               |
|             | الاتحاد الدولي للاتصالات                  | 29 يناير 1879        | 8 ديسمبر 1923                |
|             | منظمة الشرطة الجنائية الدولية             | ?                    | ?                            |
|             | الأمم المتحدة                             | 18 ديسمبر 1956       | 14 ديسمبر 1955               |
|             | البنك الدولي للإنشاء والتعمير             | 13 أغسطس 1952        | 8 أغسطس 1957                 |
|             | المنظمة الهيدروغرافية الدولية             | ?                    | ?                            |

## وصلات خارجية
- موقع وزارة الخارجية اليابانية